# روکروت
روکروت (به آلمانی: Rückeroth) یک شهر در آلمان است که در وستروالدکرایس واقع شده‌است. روکروت ۵۴۹ نفر جمعیت دارد.